# Trigger (cal)

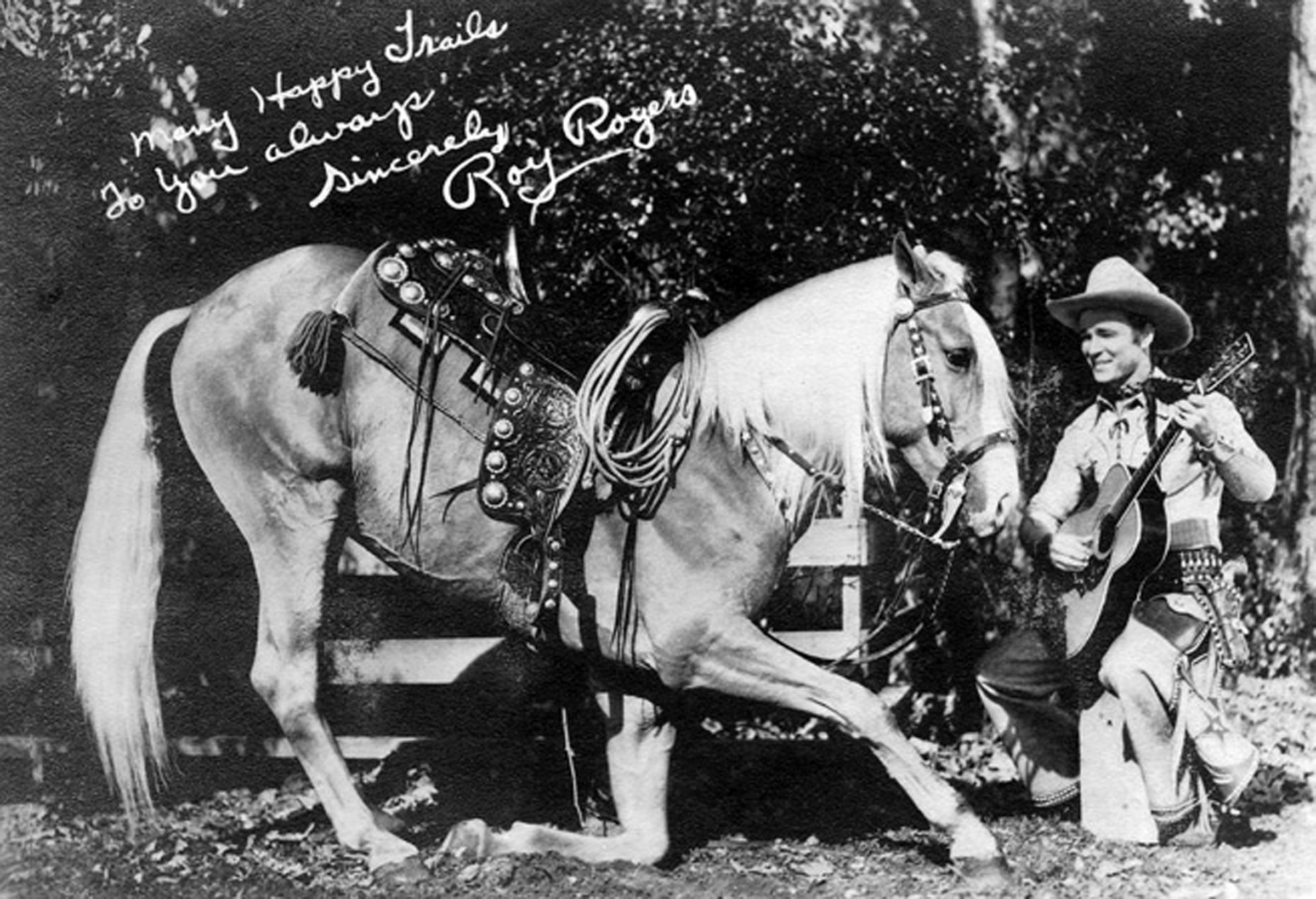
Roy Rogers și Trigger

Trigger, al cărui nume în română înseamnă „trăgaci”, a fost un cal de rasa palomino, dresat pentru filmări, descris ca „cel mai inteligent cal din cinematografie”.

## Pedigree
Mânzul, care mai târziu va fi numit Trigger, s-a născut în 1932, sau după alte surse pe 4 iulie 1934, probabil la o fermă condusă de Roy F. Cloud, în San Diego. Tatăl său era un cal de curse pe nume Tarzan și mama numită Apac. Crescătorul a fost căpitanul Larry Good. Calul a fost numit inițial Golden Cloud (Norul de Aur).
Tatăl său a fost un animal pursânge, iar mama sa o iapă neînregistrată. Roy F. Cloud l-a înregistrat la Palomino Horse Association (Asociația Cailor Palomino) în 1937. Golden Cloud a primit acolo numărul de înregistrare 214.

## Viața
Când avea vreo trei ani, armăsarul a fost vândut grajdurilor Hudkins din Hollywood, unde erau animale folosite în industria cinematografică. Calul a apărut pentru prima dată pe ecran în 1938: Olivia de Havilland a călărit pe Palomino în Aventurile lui Robin Hood.
În același an, actorul Roy Rogers a primit primul său rol principal. Trebuia să joace un cowboy în B-westernul Under Western Stars (1938). I s-au oferit mai mulți cai spre a alege unul pentru acest rol iar el s-a decis pentru Golden Cloud. La propunerea colegului său Smiley Burnette, el a redenumit rapidul armăsar, Trigger. A fost entuziasmat de animal și, de asemenea, a declarat de nenumărate ori într-un turneu promoțional pentru Under Western Stars că o mare parte a succesului filmului se datora calului, ceea ce a fost un lucru foarte atractiv pentru public. Așa că a decis să cumpere calul și să continue să călărească în filme cu el. Trigger, care a stăpânit numeroase trucuri, a apărut într-un total de 88 de filme cu Roy Rogers și, de asemenea, într-un număr mare de episoade ale emisiunii Roy Rogers Show, difuzată de NBC în perioada 1951 - 1957.
Trigger a apărut rar în filme fără Roy Rogers. A fost văzut sub Gilbert Roland în filmul alb-negru Juarez din 1939 și în Shut my Big Gouth din 1942.
În 1953 a câștigat P.A.T.S.Y. Award și în 1958 Craven Award. A existat și un club de fani care a avut membri din întreaga lume.
Rogers l-a folosit pe Trigger până când a renunțat la show-ul Roy Rogers în 1957. Ulterior, calul a fost ținut la o fermă în Hidden Valley până a murit în 1965. Roy Rogers a lăsat cadavrul sâ fie preparat petru a fi împăiat, astfel fiind expus din 1967 la Roy Rogers-Dale Evans Museum în Apple Valley. Acest muzeu s-a mutat în apropiere de Victorville în 1976 apoi în Branson, Missouri în 2003. Trigger a putut fi văzut acolo până la închiderea muzeului în decembrie 2009, când exponatul a fost vândut la licitație

## Alți cai Trigger
Pentru a-l menaja pe Triggerul original, Roy Rogers a cumpărat cel puțin încă doi palomino, pe care i-a folosit ca dubluri pentru filmări: Little Trigger a fost un animal fără pedigree, folosit în principal pentru apariții publice în anii 1940 și 1950, dar a fost văzut și în unele filme, cum ar fi Fiul Feței Palide din 1952.
Trigger Jr. născut în 1941, s-a numit de fapt Allen’s Gold Zephyr și a fost un Tennessee Walking Horse, pe care Roy Rogers l-a cumpărat în 1948. Spre deosebire de Little Trigger, și Trigger Jr. a fost împăiat după moartea sa, în 1969 și a fost expus la muzeu.
Public, Rogers a încercat să ascundă faptul că deținea cel puțin trei Triggeri, a încercat să mențină ficțiunea printre tinerii săi fani că există un singur cal cu acest nume și această înfățișare. Cu toate acestea, diferențele pot fi observate pe unele înregistrări.
Trigger nu a fost castrat și nu a avut niciun descendent.